# Tees Maar Khan (film, 2010)
Pour plus de détails, voir Fiche technique et Distribution.
Tees Maar Khan (तीसमार खां) est un film indien réalisé par Farah Khan, sorti en 2010.

## Synopsis
Un escroc se fait passer pour un producteur du films et convainc un village entier de l'aider à voler un train renfermant des richesses.

## Fiche technique
- Titre : Tees Maar Khan
- Titre original : तीसमार खां
- Réalisation : Farah Khan
- Scénario : Ashmith Kunder et Shirish Kunder
- Musique : Vishal Dadlani, Shekhar Ravjiani et Shirish Kunder
- Photographie : P. S. Vinod
- Montage : Shirish Kunder
- Production : Twinkle Khanna, Akshay Kumar, Shirish Kunder et Ronnie Screwvala
- Société de production : Hari Om Entertainment Company, Three's Company Production et UTV Motion Pictures
- Pays :  Inde
- Genre : Comédie
- Durée : 135 minutes
- Dates de sortie : 
  - Inde : 22 décembre 2010

## Distribution
- Akshay Kumar : Tabrez Mirza « Tees Maar » Khan
- Katrina Kaif : Anya Khan
- Akshaye Khanna : Aatish Kapoor
- Rajiv Laxman : l'un des frères Johri
- Raghu Ram : l'un des frères Johris
- Ali Asgar : Burger
- Dharampal Thakur : Dollar
- Vijay Maurya : Soda
- Apara Mehta : la mère de Tabrez
- Sachin Khedekar : le commissaire Khadak Singh
- Aman Verma : l'agent Chatterjee
- Murli Sharma : l'agent Mukherjee
- Aarya Babbar : Thanedar Dhuvinder

## Distinctions
Le film a reçu deux Filmfare Awards : meilleure chanteuse en playback pour Sunidhi Chauhan (pour la chanson Sheila Ki Jawani) et meilleure chorégraphie pour Farah Khan (pour la chanson Sheila Ki Jawani).